# Fergus McFadden
Fergus McFadden (ur. 17 czerwca 1986) – irlandzki rugbysta występujący na pozycji środkowego ataku w Leinster i University College Dublin a także w irlandzkiej drużynie narodowej.
W drużynie narodowej debiutował 5 lutego 2011 podczas meczu z Włochami na Stadio Flaminio w Rzymie podczas Pucharu Sześciu Narodów. Pierwsze przyłożenie zdobył 13 lutego 2011 w meczu z Francją na Aviva Stadium.